# Відчайдушні авантюристи
Відчайдушні авантюристи — пригодницький фільм 2001 року.

## Сюжет
Кріс Квотермейн разом зі своїм помічником Джонні Фордом вирушає на пошуки таємничого скарбу Олександра Македонського. За допомогою надійної карти, яку їм надала їх супутниця Хоуп Ґрюнер, вони сподіваються випередити банду головорізів під керівництвом жорстокої та підступної Керол Лоренцо, яка розраховує непогано заробити, здобувши незліченні скарби великого завойовника. Незабаром розпочнеться неймовірна гонитва по країнах і континентах, яка приведе відчайдушних авантюристів у неприступні гори Паміру, де хтось із них, можливо, знайде своє щастя й стане багатим.